# Kush Maini
Kush Maini (Bangalor, 22 de setembro de 2000) é um automobilista indiano que atualmente compete na Fórmula 2 pela equipe DAMS Lucas Oil. Ele estreou na categoria em 2023 pela Campos Racing, e em 2024, esteve na Invicta Racing. Ele já competiu na Fórmula 4, na Eurocopa de Fórmula Renault, no Campeonato Mundial de Endurance da FIA, no Campeonato Britânico de Fórmula 3 e, mais recentemente, no Campeonato de Fórmula 3 da FIA. Desde 2023, ele também é membro da Alpine Academy e em 2025, se tornou reserva da Alpine F1 Team.
Ele é o irmão mais novo de Arjun Maini, também piloto que competiu na GP3 Series e na Fórmula 2, e sobrinho do magnata indiano Chetan Maini.

## Biografia
Kush Maini é filho do piloto Gautam Maini, que já disputou campeonatos de Fórmula 3 no passado, e seu irmão mais velho é Arjun Maini, piloto que competiu na GP3 Series e na Fórmula 2. Seu tio é o magnata indiano Chetan Maini, construtor do REVA, primeiro carro elétrico indiano, e fundador da Reva Electric Car Company Ltd, que agora é a Mahindra Electric Mobility Limited, empresa da qual Chetan é conselheiro.
Kush se sentiu influenciado pela família a aderir ao automobilismo, por crescer vendo seu pai e seu irmão correrem. Sua introdução ao cartismo foi através de Arjun, e Kush disse que no começo, fazia isso por diversão, mas ele começou a levar essa carreira mais a sério após vencer na Malásia. Aos doze anos, Kush deixou sua cidade natal, Bangalor, para viver na casa de seu mecânico de kart na Itália. Kush disse que quando mais jovens, ele e seu irmão costumavam rivalizar bastante, mas após crescerem, Arjun passou a atuar como conselheiro de Kush, que chega a dizer que seu irmão acredita mais nele do que ele mesmo.
Kush é hindu e acredita no deus Hanuman, tendo colocado um desenho dele em seu capacete, e dizendo cantar o louvor em homenagem a esse deus diariamente. Ele admira os pilotos de Fórmula 1 Ayrton Senna, Kimi Raikkonen e Mika Hakkinen, que também é o seu mentor.

## Carreira

### Kart
Maini começou no cartismo aos sete anos, em 2007. Em 2011, foi campeão indiano na categoria Micro Max, no ano seguinte, foi vice na categoria Junior Max. Em 2013, passou a competir internacionalmente, sendo segundo lugar geral na Euro Series e terceiro colocado na Masters. Em 2014, Maini se tornou o mais jovem indiano a alcançar o quarto lugar no Mundial de Kart, e em 2015, venceu o Troféu Andrea Margutti.

### Fórmula 4
Maini estreou nos monopostos em 2016 ao disputar o Campeonato Italiano de Fórmula 4. Sua primeira temporada nessa categoria foi pela BVM Racing, na qual ele teve bom início, pontuando nas seis primeiras corridas, e teve como melhor resultado um terceiro lugar em Vallelunga, terminando o campeonato em 16º na classificação geral e em 5º entre os estreantes. Sua segunda temporada na Fórmula 4 Italiana foi ainda melhor, com Maini fazendo dois pódios e terminando o ano em oitavo.

### Fórmula 3

#### F3 Britânica

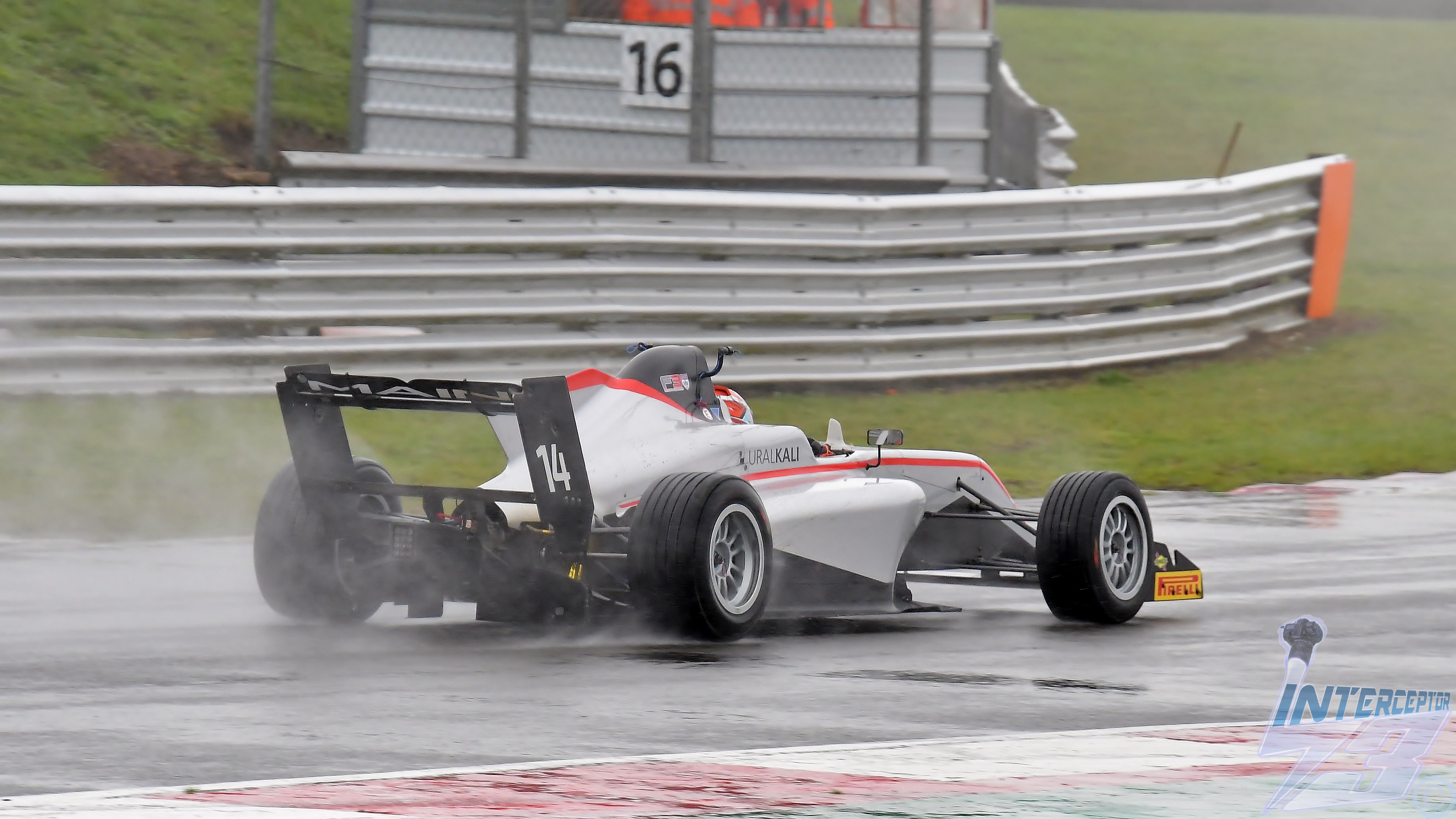
Maini guiando o carro da Hitech na pista de Snetterton em 2020

Maini disputou o Campeonato Britânico de Fórmula 3 em 2018 pela Lanan Racing ao lado do britânico Josh Mason, vencendo uma vez em Rockingham e tendo mais pódios, sendo o terceiro colocado na classificação geral.
Em 2020, ele retornou à categoria pela equipe Hitech Grand Prix sendo companheiro do estadunidense Reece Ushijima. Maini disputou o título contra o estadunidense Kaylen Frederick, e o indiano venceu três vezes, fez pódio em metade das 24 corridas disputadas, e só não pontuou em uma delas, chegando a liderar o campeonato. Mas seus resultados foram insuficientes para tirar o título de Frederick, e Maini teve que se contentar com o vice-campeonato, ficando com 448 pontos, 41 a menos do que o campeão norte-americano.

#### F3 FIA

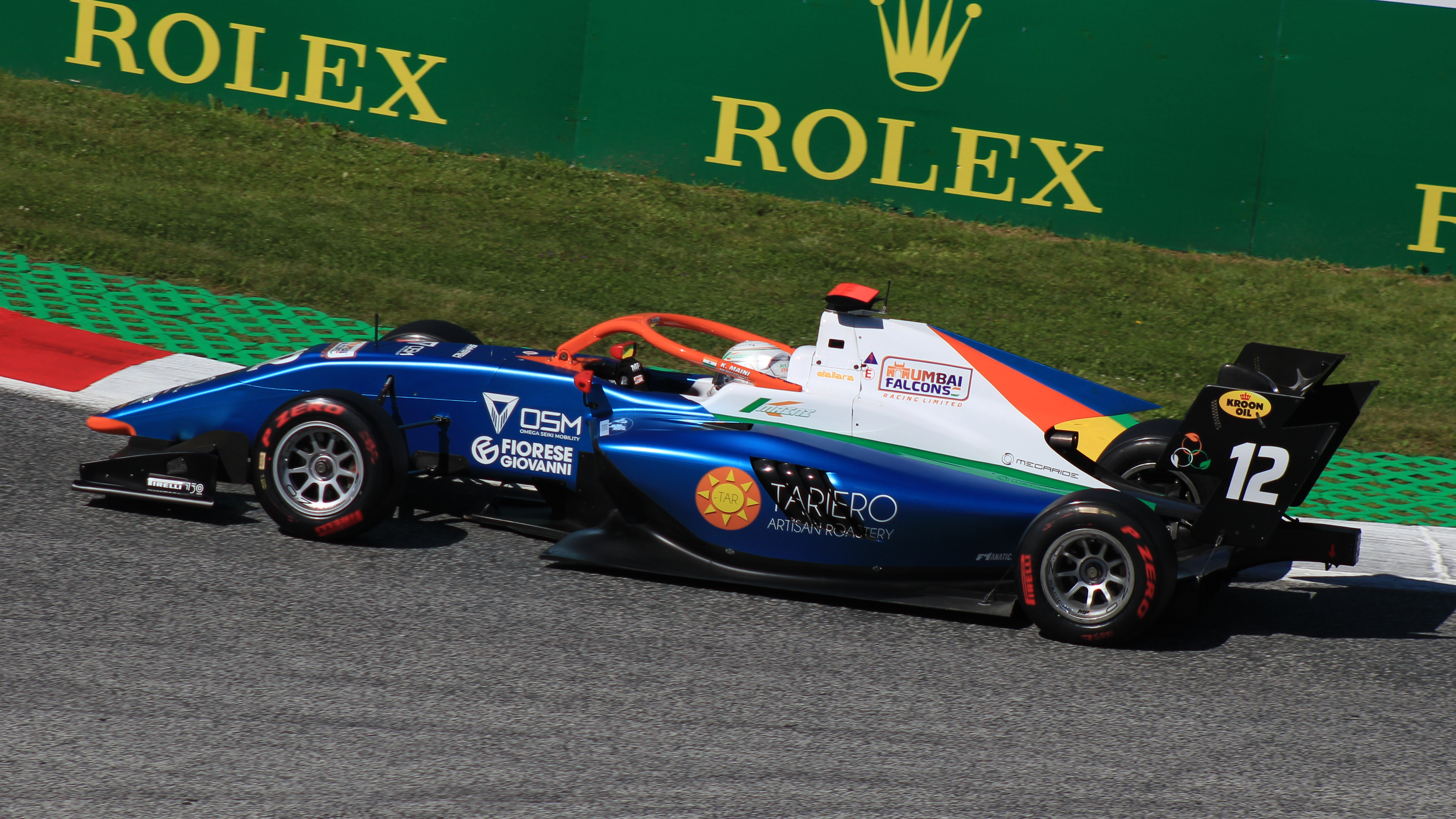
Maini na rodada da Áustria da Fórmula 3 em 2022

Maini passou a competir o Campeonato de Fórmula 3 da FIA em 2022, pilotando ao lado de Caio Collet e Alexander Smolyar na equipe MP Motorsport. Ele começou sua temporada se classificando em terceiro lugar no Barém, no entanto Maini foi forçado a largar do final do grid em ambas as corridas devido a ele ter perdido a balança durante a sessão. Na rodada seguinte, em Ímola, ele somou os primeiros pontos da temporada ao terminar no quinto lugar. Mais pontos se seguiram em Silverstone, onde Maini perdeu o pódio para Reece Ushijima na corrida rápida. Maini experimentaria seu melhor resultado da temporada na Hungria, terminando em terceiro no sábado, marcando assim seu único pódio do ano, e sétimo no domingo. No entanto, esta acabaria por ser a sua última pontuação do ano, já no campeonato, Maini terminou em 14º na classificação geral.

### Fórmula 2

#### Campos (2023)

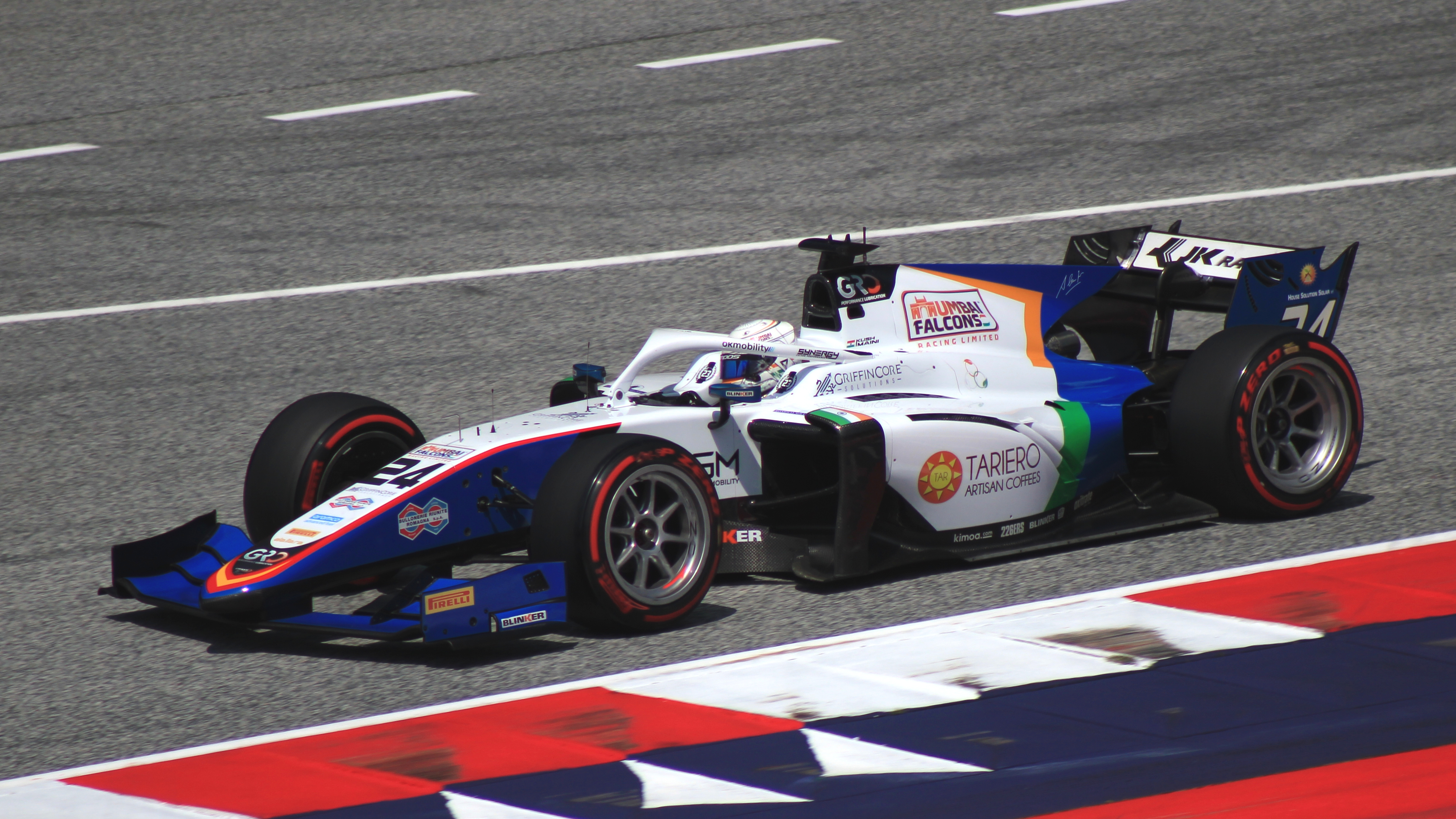
Maini guiando o carro da Campos na etapa de Spielberg da F2 em 2023

Maini participou do teste de pós-temporada da Fórmula 2 de 2022, que foi realizado no circuito de Yas Marina, com a equipe Campos Racing. Em novembro de 2022, Maini foi confirmado para pilotar pela Campos na temporada de 2023, ao lado do veterano suíço Ralph Boschung, que já estava em sua sétima temporada. O melhor resultado de Maini em seu ano de estreia na F2 foi um terceiro lugar na corrida sprint da Austrália. Ele terminou o campeonato na décima primeira colocação, com 62 pontos, fazendo quase o dobro de pontos de Boschung, que ficou cinco posições abaixo do indiano, mesmo com uma vitória e um pódio a mais que ele.

#### Invicta (2024)
Para sua segunda temporada na categoria, Maini se transferiu para a equipe Invicta Racing para a disputa da temporada de 2024, competindo ao lado do campeão da Fórmula 3 de 2023 e piloto júnior da McLaren, Gabriel Bortoleto.

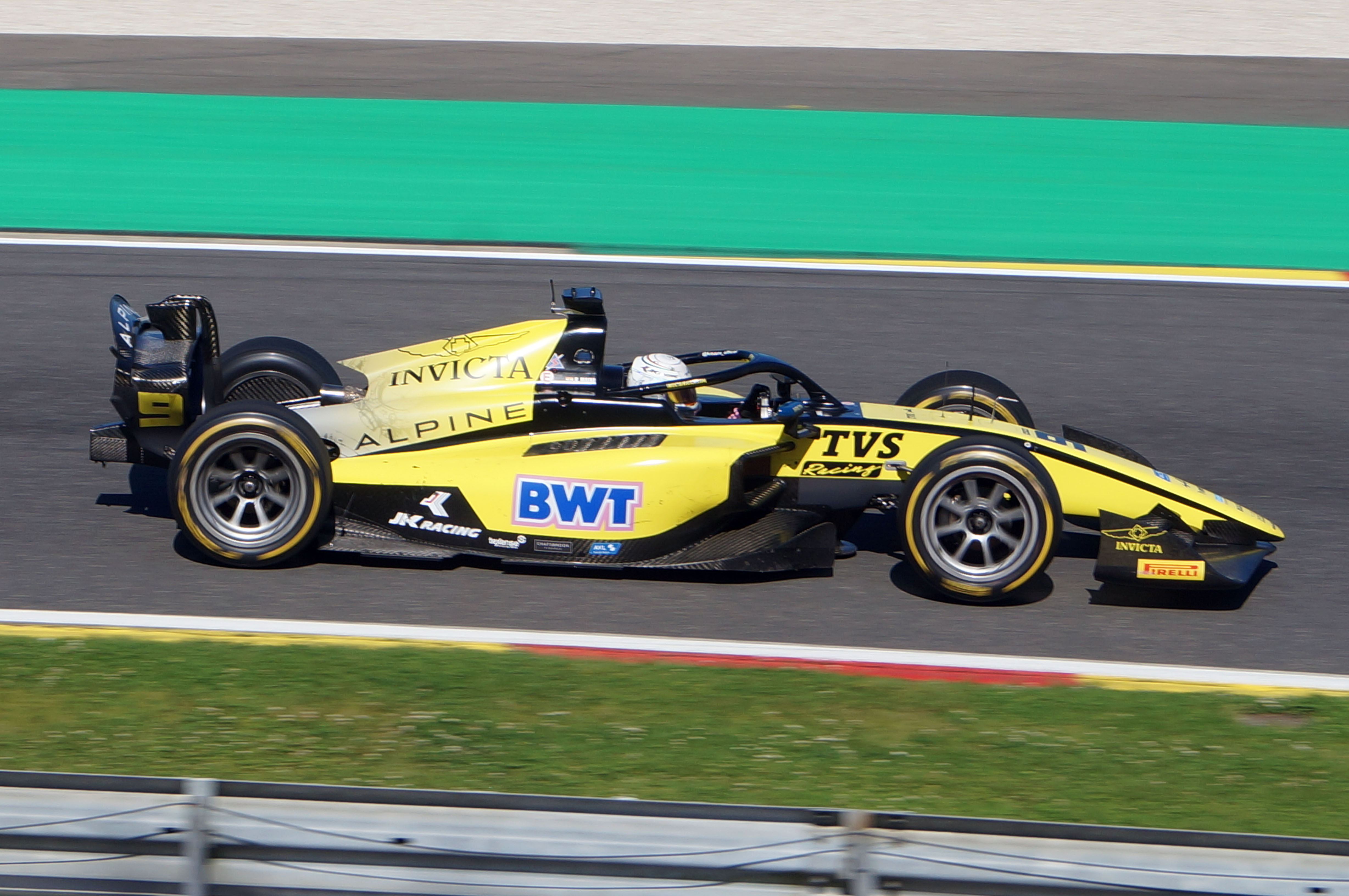
Maini pilotando o carro da Invicta na etapa de Spa-Francorchamps da Fórmula 2 em 2024

Maini tinha começado a temporada fazendo uma pole na corrida principal do Barém, contudo, foi desclassificado por conta da barra externa dianteira esquerda, cuja altura estava abaixo do permitido pelas regras. Mas na Arábia Saudita, ele herdou a pole de Oliver Bearman, que foi chamado para correr na Fórmula 1 substituindo Carlos Sainz Jr. na Ferrari, e finalizou a corrida principal na segunda colocação, seu primeiro pódio na temporada. Ele repetiu o resultado na sprint de Barcelona, fez mais dois terceiros lugares nas sprints da Austrália e Grã-Bretanha, e teve sua primeira vitória na sprint da Hungria, se beneficiando de uma desclassificação de Richard Verschoor. Mas depois da corrida longa da Hungria, na qual ele terminou em sétimo, o indiano não pontuou mais, sendo ainda desclassificado da corrida longa do Azerbaijão por ter errado os procedimentos de ativação da largada e provocado uma colisão que tirou vários carros da prova. Assim, Maini obteve 74 pontos, se sustentando na 13ª colocação na tabela do campeonato, enquanto seu companheiro Bortoleto foi o campeão da temporada.

#### DAMS (2025)
Maini seguiu na Fórmula 2 em 2025, se transferindo para a equipe DAMS Lucas Oil e tendo como companheiro o norte-americano Jak Crawford, que também fará sua terceira temporada na categoria de acesso.

### Fórmula 1
Em outubro de 2023, foi anunciado que Maini iria ingressar na Alpine Academy. Para alcançar esse objetivo, Maini conta com o apoio do bicampeão da F1 Mika Hakkinen, que tem atuado como seu mentor. O finlandês afirma que está trabalhando junto com empresas indianas para garantir que Maini receba todo o patrocínio necessário para ser o próximo indiano na Fórmula 1 e se torne um piloto popular em seu país. Em 2024, Maini testou pela primeira vez em um carro da F1, pilotando o A522 no Red Bull Ring, fazendo 110 voltas.
Em 11 de março de 2025, foi anunciado que Maini seria reserva da Alpine F1 Team, dividindo o posto com Franco Colapinto, Paul Aron e Ryo Hirakawa.

### Fórmula E
Em novembro de 2023, Maini foi confirmado como piloto reserva da equipe Mahindra Racing para a temporada de 2023–24 da Fórmula E. Em entrevista ao site Motorsport.com, Maini afirmou que se sentia pronto para estrear na categoria e substituir os titulares, Nyck de Vries e Edoardo Mortara, caso seja necessário.

## Resultados

### Resumo da carreira
| Temporada | Categoria                   | Equipe                           | Corridas       | Vitórias       | Poles          | V.M.R.         | Pódios         | Pontos         | Pos.           |
| --------- | --------------------------- | -------------------------------- | -------------- | -------------- | -------------- | -------------- | -------------- | -------------- | -------------- |
| 2016      | Fórmula 4 Italiana          | BVM Racing                       | 21             | 0              | 0              | 0              | 1              | 53             | 16º            |
| 2017      | Fórmula 4 Italiana          | Jenzer Motorsport                | 21             | 0              | 0              | 0              | 2              | 114            | 8º             |
| 2017      | ADAC Fórmula 4              | Jenzer Motorsport                | 3              | 0              | 0              | 0              | 0              | 0              | NC†            |
| 2018      | Fórmula 3 Britânica         | Lanan Racing                     | 23             | 1              | 2              | 4              | 8              | 366            | 3º             |
| 2019      | Eurocopa de Fórmula Renault | M2 Competition                   | 20             | 0              | 0              | 1              | 0              | 102            | 6º             |
| 2020      | Fórmula 3 Britânica         | Hitech Grand Prix                | 24             | 3              | 2              | 1              | 12             | 448            | 2º             |
| 2021      | Fórmula 3 Asiática          | Mumbai Falcons India Racing Ltd. | 14             | 0              | 0              | 2              | 1              | 55             | 11º            |
| 2021      | Mundial de Endurance - LMP2 | ARC Bratislava                   | 1              | 0              | 0              | 0              | 0              | 1              | 30º            |
| 2022      | Fórmula 3                   | MP Motorsport                    | 18             | 0              | 0              | 0              | 1              | 31             | 14º            |
| 2023      | Fórmula 2                   | Campos Racing                    | 26             | 0              | 0              | 0              | 1              | 62             | 11º            |
| 2023–24   | Fórmula E                   | Mahindra Racing                  | Piloto reserva | Piloto reserva | Piloto reserva | Piloto reserva | Piloto reserva | Piloto reserva | Piloto reserva |
| 2024      | Fórmula 2                   | Invicta Racing                   | 28             | 1              | 1              | 1              | 5              | 74             | 13º            |
| 2025      | Fórmula 2                   | DAMS Lucas Oil                   | 0              | 0              | 0              | 0              | 0              | 0              | ?              |
| 2025      | Fórmula 1                   | Alpine F1 Team                   | Piloto reserva | Piloto reserva | Piloto reserva | Piloto reserva | Piloto reserva | Piloto reserva | Piloto reserva |

† Como Maini era um piloto convidado, ele não estava qualificado para marcar pontos.